# 高津伝動精機
高津伝動精機株式会社（たかつでんどうせいき、英文社名TAKATSU Corporation.）は、歯車や軸受などの伝動精機をはじめ、油圧機器・計測機器などの産業設備機器を扱う専門商社である。

## 沿革
- 1951年6月 - 高津商会として創業
- 1956年3月 - 株式会社に改組（資本金100万円）
- 1969年6月 - 高津伝動精機株式会社に社名変更